# Diversamente triste
Diversamente triste è il quarto album in studio del rapper italiano Shade, pubblicato il 7 luglio 2023.

## Descrizione
Shade ha raccontato il significato del titolo dell'album:

## Tracce
1. Iron Man (con Andry the Hitmaker) – 2:55
2. Fuori di budget – 2:26
3. Ex (feat. Vegas Jones e Giaime) (con Andry the Hitmaker) – 2:48
4. Fenice – 2:43
5. Promesse (feat. MadMan) – 2:55
6. Tutto quello che ho – 2:29
7. Sopra di te (feat. Dani Faiv e Nerone) (con Andry the Hitmaker) – 2:56
8. Per sempre mai (con Federica Carta) – 2:54
9. Pendolari – 2:55
10. Lunatica – 2:37
11. Tori seduti (con J-Ax) – 2:52
12. God Mode Freestyle – 1:58

## Classifiche
| Classifica (2024) | Posizione massima |
| ----------------- | ----------------- |
| Italia            | 59                |